# Matsukura Katsuie
Matsukura Katsuie est un nom japonais traditionnel ; le nom de famille (ou le nom d'école), Matsukura, précède donc le prénom (ou le nom d'artiste).
Matsukura Katsuie (松倉 勝家, 1598-28 août 1638) est un daimyo japonais du début de l'époque d'Edo. Fils de Matsukura Shigemasa, Katsuie est un seigneur plutôt détesté dont la cruauté contribue à la rébellion de Shimabara. Il est renommé pour habiller les paysans récalcitrants dans des manteaux de paille puis à y mettre le feu. Bien que la rébellion a été réprimée avec succès, il est invité à faire seppuku (suicide rituel pour regagner son honneur) en raison de sa mauvaise gestion de la situation. Sa bannière était de bandes noires sur un fond rouge.

## Source de la traduction
- (en) Cet article est partiellement ou en totalité issu de l’article de Wikipédia en anglais intitulé « Matsukura Katsuie » (voir la liste des auteurs).